# 白馬八方尾根スキー場
白馬八方尾根スキー場（はくばはっぽうおねスキーじょう）は、長野県北安曇郡白馬村八方にあるスキー場で、単体のスキー場としては日本国内最大級のスキー場である。「八方尾根スキー場」と呼ばれることが多い。1998年長野オリンピックの際にはアルペンスキーの高速系種目および複合の競技会場となった。
経営母体は八方尾根開発株式会社と白馬観光開発株式会社の2社。
営業期間は積雪の具合により異なるが、通常の場合は12月上旬から翌年5月のゴールデンウィーク最終日までとなる（ただし、最後まで営業するのは標高の高い上部ゲレンデのみ）。夏季は唐松岳登山の入山コースとして、スキー場のゴンドラ、リフトが使われており、またグリーンシーズンはパラグライダー等の滑空も盛んに行われている。

## 歴史
1929年（昭和4年）に現在の咲花ゲレンデにスキー小屋が開設され、1931年（昭和6年）には黒菱ゲレンデにスキー小屋が開設された。このように初期には各々独立したゲレンデであったが、疎開でこの地を訪れていた福岡孝行によりリーゼンスラロームコースが開拓された。さらに福岡と五島昇が大学の先輩後輩であった縁により東急グループの資本が入るようになり、白馬東急ホテルや現在の八方尾根スキー場が建設された。
1998年（平成10年）、長野オリンピック・パラリンピックでは男女滑降・スーパー大回転の会場となった。ヘルマン・マイヤーの大転倒で歴史的コースとして知られる。
2012年（平成24年）11月1日、白馬観光開発は、経営不振などを理由に日本スキー場開発への売却を発表。同日付で東急グループから離脱した。ただし、白馬東急ホテルは東急グループ（東急ホテルズ）として現在も営業中である。
2024年（令和6年）11月28日、2027年12月の開業に向け、新ゴンドラリフト・ベースセンターハウス・大型駐車場の建設が発表された。なお、現在のアダムは、新ゴンドラ完成後解体し廃止となる予定。

## リフト
営業中のリフト
一日券以外に八方デビューチケット、一回券が販売されており、八方デビューチケットでは○、一回券では●を記したリフトに乗車できる。また、かつては咲花デビューチケットが販売されており、咲花第2ペア、咲花第3トリプル、咲花北尾根クワッド(2017-2018シーズンから利用可能になった)に乗車できた。
- ゴンドラリフト「アダム」
- ○●白樺第1ペア
- ○●白樺第2ペア
- ○●木山第2ペアA線
- ○●名木山第3トリプルAB線
- 八方リーゼンクワッド
- 国際第1ペア  ※かつては白馬国際第1ペアと呼ばれていた。かつてはチャンピオンコースとの交点が終点だったが、後に現在の終点まで延伸された。
- 国際第3ペアAB線  ※かつては白馬国際第3ペアと呼ばれていた。
- パノラマペア
- アルペンクワッド
- 兎平ペア
- グラートクワッド
- ○●咲花第2ペア
- ○●咲花第3トリプル
- ○咲花北尾根クワッド
- 北尾根第3ペア　※2020-2021シーズンは一般向け営業は行わず、トレーニング・競技専用の貸切営業を行っていた。
- スカイライン第2ペア
- 黒菱第2クワッド(固定循環式クワッドリフト）
- 黒菱第3ペア

休止中のリフト
- セントラルペア  2019-2020シーズンまでは営業していたが、(ただし、2019-2020シーズンは暖冬による雪不足でセントラルコースがシーズン中ほとんど滑走できなかったため、セントラルペアが稼働することはほとんどなかった)2020-2021シーズンにマップに運休リフトとして掲載され、それ以降搬器を外して休止している。

廃止されたリフト
- 名木山第1ペア
- 名木山第2ペアB線　※A線と起点・終点は同じ。
- 白樺第3ペア
- 八方第1ペア
- 八方第2ペア
- 八方第3ペア
- 展望ペア
- チャンピオンスカイペア(自動循環式高速2人乗りリフト）
- 咲花第1トリプル
- 北尾根第1リフト
- 北尾根第2ペア
- スカイライン第1ペア

ナイターリフト
　ナイター営業は2020-2021シーズンより休止中。(ただし、2019-2020シーズンは雪不足でナイター営業は行っていない)
- 名木山第2ペア

　かつては白樺ゲレンデでもナイター営業を行っていた。2024年2月現在でも白樺ゲレンデにナイター営業用の照明が残っている。

## ゲレンデ
北アルプス唐松岳の東側斜面に広がり、八方尾根の名の通り尾根上にコースが伸びる。
縦が長くて横にも広がりがあるゲレンデだが、大半が斜度が強めの中上級者向けであり、初級者に適したゲレンデは麓の各ゲレンデと、夏秋季の道路を利用した中間エリアからの迂回コースに限定される。なお、兎平より上部には迂回コースが無いので、初心者は十分に注意しなければならない。

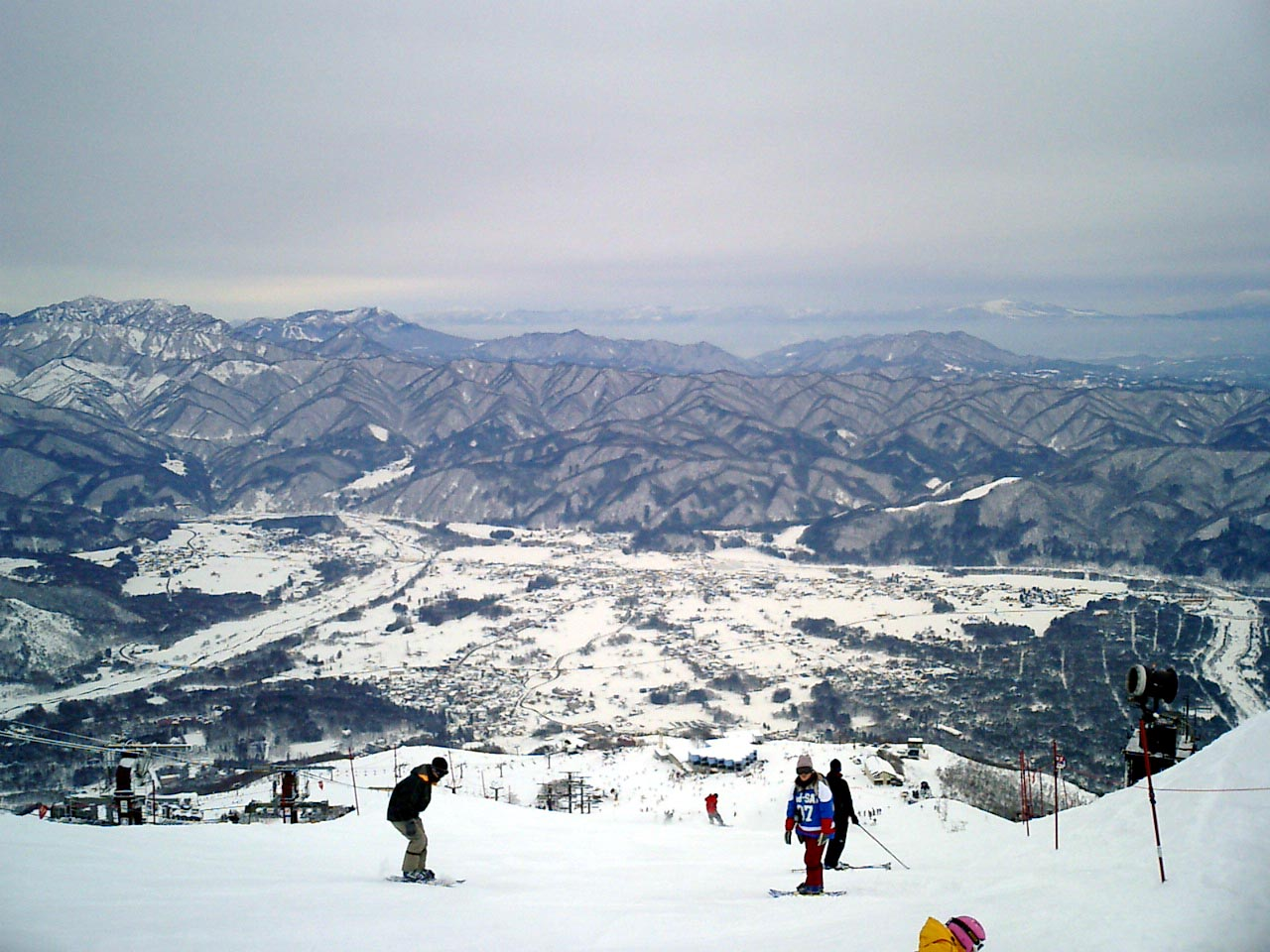
リーゼングラートからの眺め

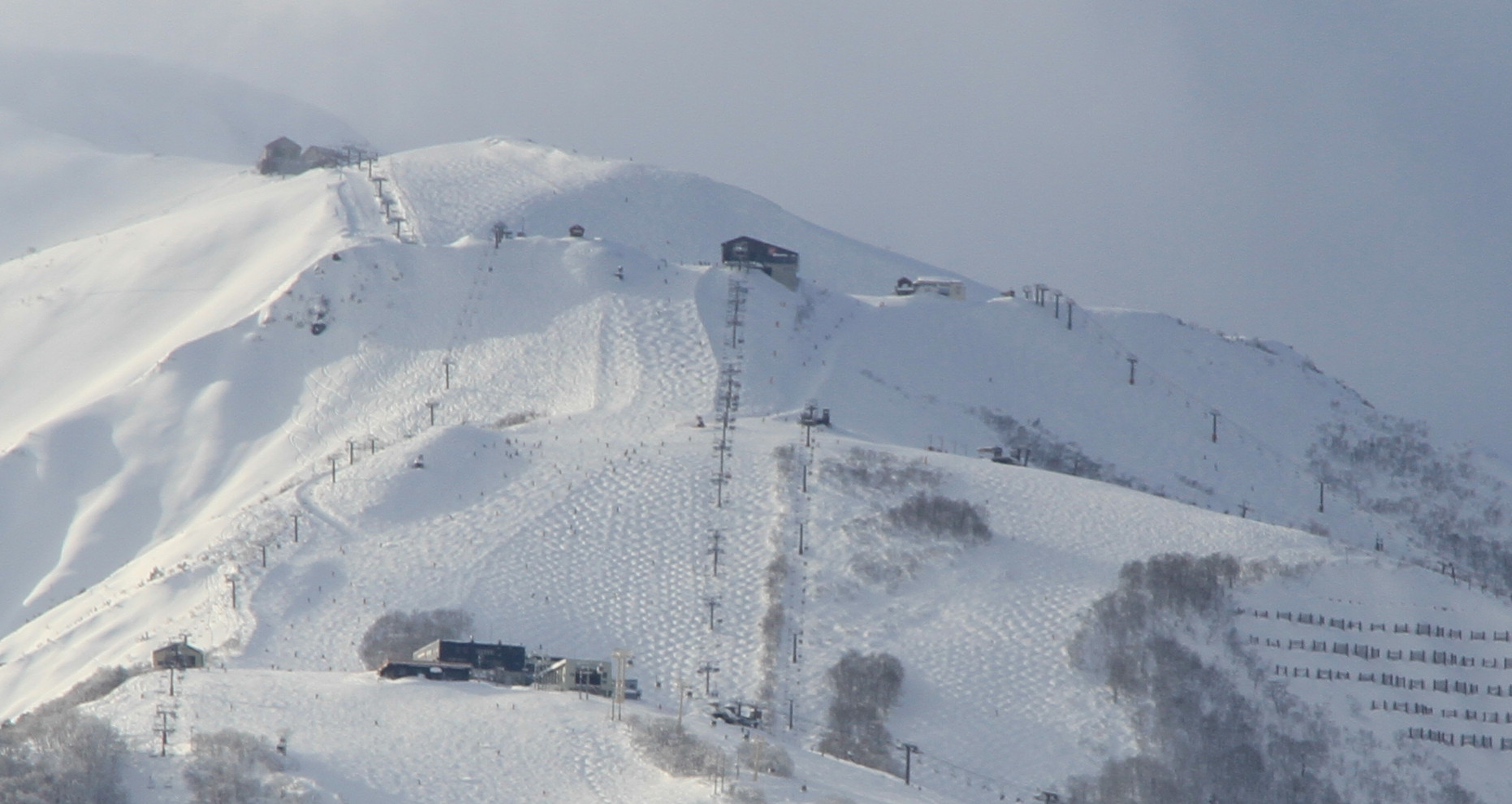
スキー場上部。中央に兎平ゲレンデ(2010/1)

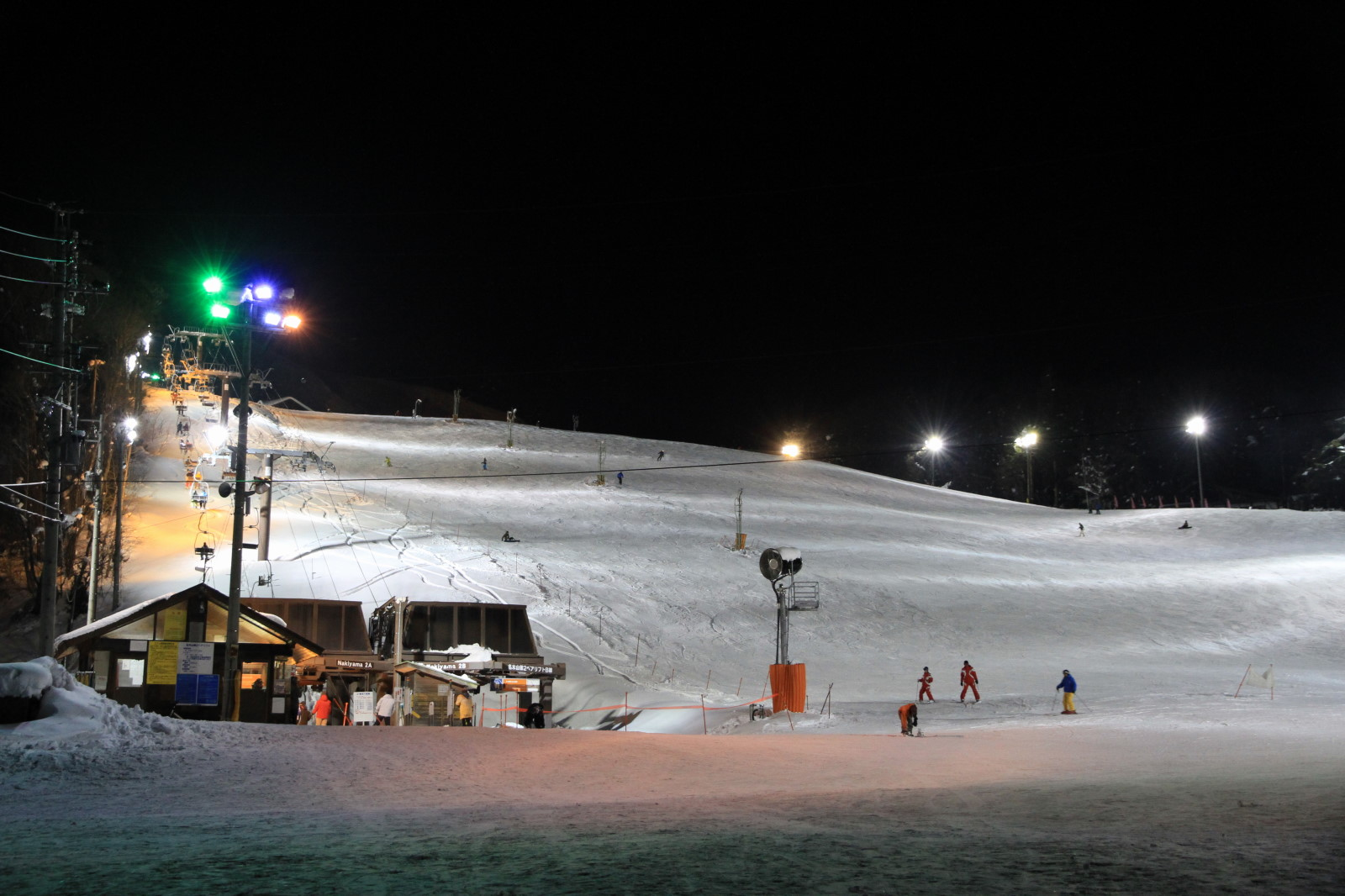
ナイター時の名木山ゲレンデ(2010/1)

- 名木山ゲレンデ - 上部の急斜面「名木山の大壁」が名物。ナイター滑走が可能(ナイター営業は休止中)。
- 白樺ゲレンデ - ゴンドラ「アダム」の出発点。あまり混まず、午後になっても荒れないので、練習に最適。
- リーゼンスラロームコース - 歴史・規模・人気どれをとっても日本を代表するダウンヒルコース。クワッドリフトを使っての繰り返し滑走が可能。午前中は綺麗に圧雪整備されていてカービングに最適。コース脇には少し緩やかなコブが並んでいる。午後になると少し荒れるので注意が必要。
- 白樺セントラルコース - 実質、スキー場内で一番の急斜面が中間部にある。
- 白馬国際ゲレンデ - ピステンが入る事が滅多にないハードなコブ斜面。
- チャンピオンコース - チャンピオンスカイペアリフトが無くなったため、国際ゲレンデの付属的なコース。
- パノラマゲレンデ - 八方尾根スキー場におけるランドマーク的な中級者～上級者向けのコース。初心者向けの迂回コースもあるが、下部はやや急な斜面となっている。
- 兎平ゲレンデ - アルペンリフト沿いに並んだ大きなコブは八方の象徴となっている。名物コース。
- リーゼングラート - 北アルプスを間近に望む絶景のコース。リフトの山頂駅から少し歩くと第一ケルンがある。
- 黒菱ゲレンデ - 兎平と並ぶ名物コース。コブの難易度は兎平をしのぐと言われる。
- スカイラインコース - 幅が広く何通りものコース取りが可能なクルージングコース。
- 北尾根コース - 初心者から中級者向けのコースだが、新コースは急で不規則なコブが続くハードな斜面がある。
- 北尾根第3ゲレンデ - スノーパークが設置されている。2020-2021シーズンはトレーニング・競技専用エリアとして貸切のみの営業だった。2021-2022シーズンは閉鎖されていた。中間部に林道コースへの連絡路が有る。
- 咲花ゲレンデ - スキー場で唯一と言ってもよい純粋な初心者ゲレンデである。ファミリーにも人気がある。

スノーパーク
　北尾根第3ゲレンデにHAPPO PARKS -NATURES-が2022-2023シーズンより設置されている。2019-2020シーズンまではHAPPO-BANKSが設置されていた。2020-2021シーズンと2021-2022シーズンはパークの設置はなかった。

## レストラン等
- 八方池山荘 - 白馬村が経営母体となる山小屋。昔ながらの食事が並ぶが宿泊も可能。ここに泊まると朝一リーゼンを堪能できる。（席数：約70）[7]
- ピラール - アルペンクワッドリフト終点にあるカフェ。コース料理も楽しめるレストランが併設されている。（席数：約70）
- レストハウス黒菱 Bear's Cafe - 世界のカレーが楽しめます。（席数：約250）
- うさぎ平テラス - ゴンドラの終点駅でインフォメーションカウンター・スキースクール・パトロール本部が併設されている。カフェやチューンナップショップなどがある巨大な空間。（席数：約550）
- 北尾根高原テラス -北尾根ゲレンデにあるアメリカンスタイルのカフェ。（席数：約80）
- サンテラスパノラマ -パノラマゲレンデ中腹にあり、手作りものの惣菜やスキー場での定番メニューが揃っている。1階にはラーメン店が併設されている。（席数：約360）
- スノープラザ咲花 Bear's Cafe - 咲花ゲレンデのベースにあり、ハンバーガーや白馬産の食材を使ったメニューが揃う。（席数：約300）
- 咲花ロッジ - 咲花ゲレンデの真ん中にある食堂。宿泊も可能。（席数：約50）[8]
- らあめん寸八 - 白樺第2ペア乗り場前にある食堂。ラーメンを提供する。

## オリンピックコース
1998年長野オリンピックのアルペンスキー競技の際にアルペン競技場として使用されたのは、以下のコースである。
- 男子コース
  - 滑降はスキー場最上部ゲレンデの標高1,765m地点から兎平ゲレンデ、パノラマゲレンデ、チャンピオンコースを経て国際ゲレンデ（ゴール標高840m）に至る全長3,270m、標高差925mのコース。標高1,680m地点より下のみFIS公認。
  - スーパー大回転は兎平ゲレンデの中腹、標高1,490m地点からスタート。
- 女子コース
  - 黒菱ゲレンデ最上部の標高1,680m地点から、兎平ゲレンデ、パノラマコースを経て咲花ゲレンデの標高899mへ至る、全長2654m、標高差781mのコース。コース全体に渡ってFIS公認である。
  - 障害者スキーの国内最高のステージと位置づけられているジャパンパラ競技大会（アルペンスキー）も2006年からこのコースでの実施（それまでは全国各地のスキー場で順転開催していた）が継続している。

男子滑降コースの設定にあたっては、競技の難易度向上と自然保護との対立から発生したスタート地点問題などの紆余曲折があった。また、兎平付近は霧が発生しやすく、プレオリンピック、大会本番ともに天候に悩まされた。

## 交通アクセス
以下のバスにて「八方バスターミナル」下車
- 大糸線白馬駅から路線バス（アルピコ交通）
- 長野駅東口から特急バス（アルピコ交通）
- 松本バスターミナル（松本駅）から特急バス（アルピコ交通）※冬季のみ運行
- バスタ新宿（新宿駅）から中央高速バス（京王バス・アルピコ交通）
- 大阪梅田三番街バスターミナル（大阪梅田駅）・新大阪・京都駅烏丸口から高速バス（アルピコ交通）※冬季のみ運行

## スクール
八方尾根スキースクールは技術選で上位に入賞するデモが在籍しており、国内でも有数のスクールとして評価が高い。
現在在籍するデモは下記の通り。
- 丸山貴雄（SAJナショナルデモンストレーター）
- 丸山淳也（SAJナショナルデモンストレーター）

現校長は元デモンストレーターの太谷祐介
- 名木山本校…常設レッスン（初心～上級）・キッズレッスン・プライベートレッスン・スペシャルレッスン・検定受付。
- 兎平校…常設レッスン（初級～上級）・プライベートレッスン・スペシャルレッスン。

通称「赤服」と呼ばれるユニフォームが特徴である。
在籍インストラクター数は約120名（常勤は60～70名程度）。
全日本スキー連盟に沿ったバッジ技能テストが頻繁に行われているが、概ね合格率が低く、統一された技能テストながら難易度が高いと言う事が知られている。
なお、八方尾根スキー場で行われるアルペン系・技術系の大会運営にも直接携わっており、コース・計時計算・旗門等の各係長はスクール内のインストラクターが兼務している。大会運営中、係長以上の役職者は通常の「赤服」ではなく、黒地に白のラインが入った色違いの通称「黒服」を着用している。

## 舞台となった作品
※発表年月日順。
- 銀嶺の王者（1960年〈昭和35年〉）
- カミカゼ野郎 真昼の決斗（1966年）- 主人公（千葉真一）がスキーをしている最中に殺人事件に遭遇する現場[9]。
- 銀色のシーズン（2008年〈平成20年〉）
- 岳-ガク-（2011年〈平成23年〉）